# کلارا سورنتی
کلارا سورنتی (به انگلیسی: Clara Sorrenti) که با نام کفالس (به انگلیسی: Keffals) شناخته می‌شود (زاده ۲۵ مارس ۱۹۹۴) یک استریمر توییچ و کنشگر کانادایی است. او کاندید حزب کمونیست کانادا در انتخابات بود.
او یک زن ترنس است.